# Căruța cu mere (film)
Căruța cu mere este un film românesc din 1983 regizat de George Cornea. Rolurile principale au fost interpretate de actorii Ion Dichiseanu, Dinu Manolache și Radu Gheorghe.

## Distribuție
Distribuția filmului este alcătuită din:
- Ion Dichiseanu — nea Mezat, proprietarul unui circ, „omul care rupe lanțuri”
- Dinu Manolache — Petre Dragu, un tânăr angajat la circul lui Mezat
- Radu Gheorghe — Savel Pătuleanu, prietenul lui Petre, angajat la circul lui Mezat
- Florina Cercel — Dorina, amanta lui Mezat, „femeia-șarpe”
- Mircea Diaconu — Garofiță, prietenul lui Petre, un muncitor revoluționar care-i îndeamnă pe țărani să împartă pământurile
- Tania Filip — Veronica, eleva îndrăgostită de Savel
- Dan Damian — Tomoroagă, țăranul care a fost legat de un plop pentru că a furat niște porumb de la boier
- Ion Besoiu — popa Vulturu, preotul satului
- Stela Popescu — Vulturița, preoteasa iubăreață
- Geo Saizescu — pretorul plășii
- Andrei Bursaci — un țăran bătrân și șugubăț
- Mihai Mălaimare — Georgică, clovnul mai vechi de la circul lui Mezat
- Adrian Vișan — Gogu, logofătul boierului Costel
- Wilhelmina Câta
- Cristina Tacoi — o țărancă care asistă la venirea circului
- Eugenia Bosânceanu — mama lui Petre Dragu (menționată Eugenia Bosînceanu)
- Aurora Șotropa
- Alexandru Lazăr — un țăran care așteaptă cu sacii la moară
- Gheorghe Mincu
- Luca Ioan Nelino
- Aurelia Mincu
- Petre Panait
- Dan Mănescu
- Miron Murea
- Constantin Păun
- Marian Chirvase
- Radu Popescu
- Ion Mierloiu
- Iordache Filimon
- Alexandru Cameniță
- Adrian Mocofănescu
- Constantin Negulescu
- Dumitru Crăciun
- Andrei Sireteanu
- Stelian Dumitrache
- Gheorghe Năstase

## Primire
Filmul a fost vizionat de 1.184.551 de spectatori în cinematografele din România, după cum atestă o situație a numărului de spectatori înregistrat de filmele românești de la data premierei și până la data de 31 decembrie 2014 alcătuită de Centrul Național al Cinematografiei.